# Jan Beck
Johannes Frederik (Jan) Beck (Vreeswijk, 11 augustus 1933 – Amsterdam, 2 juli 2012) was een Nederlands voetbalscheidsrechter die in de Eredivisie floot.

## Interlands
| Datum         | Plaats                 | Wedstrijd               | Uitslag | Competitie        | Kreeg geel | Kreeg voor de tweede keer geel en dus rood | Weggestuurd |
| ------------- | ---------------------- | ----------------------- | ------- | ----------------- | ---------- | ------------------------------------------ | ----------- |
| 16 april 1975 | Den Haag, Nederland    | Nederland – Finland     | 1 – 1   | Vriendschappelijk | 0          | 0                                          | 0           |
| 28 mei 1977   | Boedapest, Hongarije   | Hongarije – Griekenland | 3 – 0   | WK-kwalificatie   | 0          | 0                                          | 0           |
| 24 mei 1978   | Kopenhagen, Denemarken | Denemarken – Ierland    | 3 – 3   | EK-kwalificatie   | 0          | 0                                          | 0           |

Bijgewerkt t/m 13 juli 2013